# FANUC

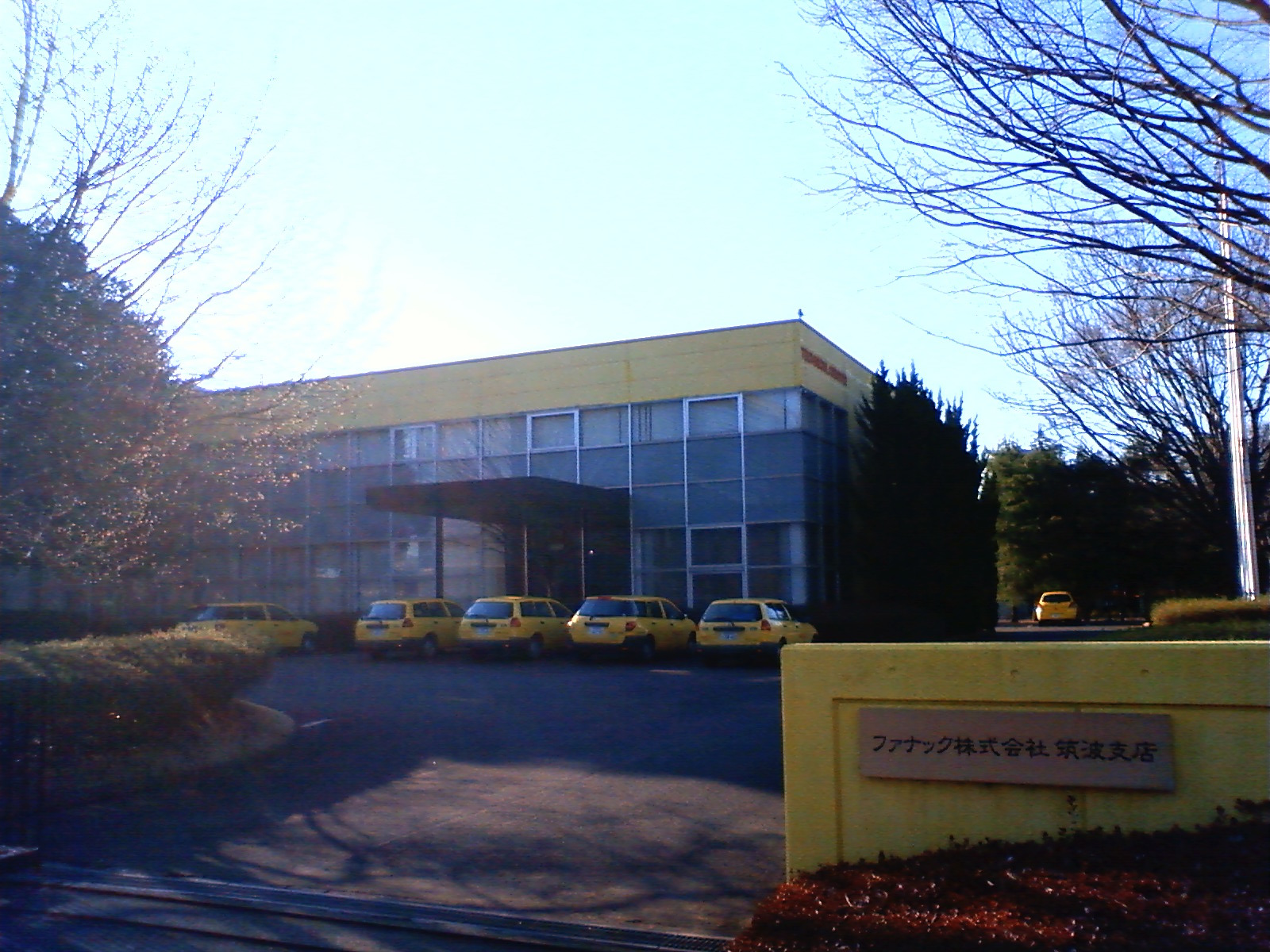
FANUC Tsukuba

FANUC (/ˈfænʊk/, spesso scritto Fanuc, acronimo per Factory Automation NUmerical Control) è un gruppo societario, con a capo la FANUC Corporation (ファナック株式会社?, Fanakku Kabushikigaisha) del Giappone, Fanuc America Corporation di Rochester Hills, Michigan, USA, e FANUC Europe Corporation S.A. del Lussemburgo, che produce automazione e servizi come robotica e controllo numerico computerizzato. FANUC è uno dei produttori maggiori a livello mondiale di controlli numerici e robot industriali. FANUC originariamente era parte della Fujitsu, impegnata a sviluppare i primi sistemi di controllo numerico (NC) e servomeccanismi.
Nel 1972 la divisione Computing Control Division divenne indipendente e nacque la FANUC Ltd.
FANUC è quotata in Borsa al Borsa di Tokyo e fa parte degli indici azionari TOPIX 100 e Nikkei 225. Ha sede a Yamanashi.
Molte sono le industrie di meccanica, in particolare del settore automotive che utilizzano controlli FANUC e robotica. Robot industriali sono usati ad esempio da Panasonic a Amagasaki per la produzione di televisori, con capacità di 2 milioni di apparecchi al mese (Plasma, LCD) con solo 25 dipendenti dedicati.
FANUC ha oltre 240 joint venture, sussidiarie, e uffici in oltre 46 paesi. È il più grande costruttore di controlli CNC del mondo con una quota di mercato del 65% e leader nei factory automation systems.

## Sussidiarie e joint venture
FANUC Europe Corporation S.A. ha sede in Lussemburgo, con clienti in Europa e fornisce assistenza nel continente.
FANUC America Corporation è a capo delle operazioni FANUC per il nord e sud America. La attuale organizzazione risale al 2013 con l'unione di FANUC Robotics America Corporation (1992-2013) e FANUC CNC America (2010-2013).
FANUC Robotics America Corporation (1992-2013)  fornisce robotica e automazione in nord e sud America, con oltre 240.000 robot installati. Produce inoltre software, controlli, e visori per robotica. La sede è a Rochester Hills, Michigan, con dieci sedi regionali in the U.S., Canada, Messico e Brasile. La FANUC fornisce sistemi per applicazioni che comprendono il settore automobilistico, i metalli lavorati, i dispositivi medici e le materie plastiche. È stata fondata nel 1982 come joint venture tra FANUC Ltd e General Motors Corporation, a nome GMFanuc Robotics Corporation. Uno staff di 70 persone iniziò a lavorare al GM Technical Center di Warren, Michigan. Nel 1992, la società divenne totalmente una sussidiaria di FANUC Ltd di Oshino-mura, Giappone. La società fu membro della Robotics Industries Association (RIA) e della International Federation of Robotics (IFR).
Nel 2010, FANUC America Corporation e la già esistente azienda di CNC business unit della GE Fanuc Intelligent Platforms negli USA vennero combinate in una nuova società a nome FANUC CNC America. Questa nuova società è una sussidiaria controllata totalmente da FANUC Ltd. del Giappone e offre sistemi CNC, laser, Manufacturing Intelligence software, riparazioni e servizi tecnici avanzati, corsi, e parti di ricambio per CNC, riparazioni di PCB motore, supporto sul campo, e CS-24 after hour. Ha sede a Chicago nel sobborgo di Hoffman Estates, Illinois. Ha sedi in oltre 30 località, tra le quali U.S., Canada, Messico, Brasile e Argentina. Offre servizi a costruttori di macchine CNC e rivenditori di macchine CNC e offre la vendita di utensili mom and pop in ambito industriale. Nel 1977 la società fu fondata come sussidiaria della FANUC Ltd di Oshino-mura.
GE Fanuc Intelligent Platforms (1986-2010) fu una joint venture tra General Electric e FANUC Ltd. Nel 2009, GE e FANUC Ltd. decisero di dividersi, lasciando a FANUC Ltd. il settore CNC.  GE rinominò la sua parte in GE Intelligent Platforms.
Fanuc India è diretta da 'Sonali Kulkarni.

## FANUC NC controller

### Convenzioni Controllo/Dispositivo
Ogni generazione di CNC FANUC ha differenti livelli di capacità di controllo, e queste sono generalmente riferite al modello o numero seriale.
Ogni controller ha tipicamente disponibile diverse capacità di controllo macchina, dipendenti da quale software è installato (su licenza). Alcuni controlli tipici sono:
- M - Milling
- T - Turning (lathe)
- TT - Twin Turret
- P - Punch press
- G - Grinding
- L - Laser

Ogni designazione di modello può avere aggiornamenti, usualmente indicati con una lettera al suffisso.
Model 0 è inusuale in quanto sia il numero zero che la lettera O sono usati intercambiabilmente ad indicare il modello.
Non c'è una sintassi specifica per distinguere il modello dal tipo di dispositivo e dalla serie, con spazi o barre, che risultano difficili da interpretare per ricavare l'informazione, parti, e service. Per esempio nella serie FANUC-0, questi sono tutti identificatori validi per vari tipi di CNC e macchine:
| Vari nomi modelli | Tipo        | Serie | Note     |
| --- | ----------- | ----- | -------- |
| FANUC-0MA, FANUC 0-MA, FANUC 0M-A, FANUC 0M/A, FANUC 0-M-A, FANUC 0-M/A, FANUC 0 M-A, FANUC 0 M/A, FANUC-0M Model A, FANUC 0-M Model A, FANUC 0/M Model A            | Milling     | A     | number 0 |
| FANUC-OPA, FANUC O-PA, FANUC OP-A, FANUC OP/A, FANUC O-P-A, FANUC O-P/A, FANUC O P-A, FANUC O P/A, FANUC-OP Model A, FANUC O-P Model A, FANUC O/P Model A            | Punching    | A     | letter O |
| FANUC-0TB, FANUC 0-TB, FANUC 0T-B, FANUC 0T/B, FANUC 0-T-B, FANUC 0-T/B, FANUC 0 T-B, FANUC 0 T/B, FANUC-0T Model B, FANUC 0-T Model B, FANUC 0/T Model B            | Turning     | B     | number 0 |
| FANUC-0TTB, FANUC 0-TTB, FANUC 0TT-B, FANUC 0TT/B, FANUC 0-TT-B, FANUC 0-TT/B, FANUC 0 TT-B, FANUC 0 TT/B, FANUC-0TT Model B, FANUC 0-TT Model B, FANUC 0/TT Model B | Twin Turret | B     | number 0 |
| FANUC-0GC, FANUC 0-GC, FANUC 0G-C, FANUC 0G/C, FANUC 0-G-C, FANUC 0-G/C, FANUC 0 G-C, FANUC 0 G/C, FANUC-0G Model C, FANUC 0-G Model C, FANUC 0/G Model C            | Grinding    | C     | number 0 |

### Capacità dei NC controller
Quando un sistema computer aided manufacturing software è usato per controllare questi differenti sistemi, il modello può essere usato per dire al software del manufacturing come usare in modo più efficiente il sistema di programmazione. Alcuni FANUC NC Controller:
| Nome del NC                                                              | Serie o versione       | Differenze e capacità |
| ------------------------------------------------------------------------ | ---------------------- | --------------------- |
| FANUC 20                                                                 | Series A               |                       |
| FANUC 20                                                                 | Series B               |                       |
| FANUC 30                                                                 | Series A               |                       |
| FANUC 30                                                                 | Series B               |                       |
| FANUC 2000                                                               | Series A               |                       |
| FANUC 3000                                                               | Series A               |                       |
| Non c'è modello 4/4000, nella Numerologia giapponese è numero sfortunato |                        |                       |
| FANUC 5                                                                  | Series A               |                       |
| FANUC 7                                                                  | Series A               |                       |
| FANUC 6                                                                  | Series A               |                       |
| FANUC 5                                                                  | Series B               |                       |
| FANUC 6                                                                  | Series B               |                       |
| FANUC 3                                                                  |                        |                       |
| FANUC 10                                                                 |                        |                       |
| FANUC 11                                                                 |                        |                       |
| FANUC 15                                                                 |                        |                       |
| FANUC 0                                                                  | Series A, 1985-1986    |                       |
| FANUC 0                                                                  | Series B, 1987-1989    |                       |
| FANUC 0                                                                  | Series C, 1990-1998    |                       |
| FANUC 6                                                                  |                        |                       |
| FANUC 12                                                                 |                        |                       |
| FANUC 16i                                                                |                        |                       |
| FANUC 18i                                                                |                        |                       |
| FANUC 21i                                                                |                        |                       |
| FANUC 30i                                                                | First production: 2003 |                       |
| FANUC 31i                                                                | First production: 2004 |                       |
| FANUC 32i                                                                | First production: 2004 |                       |
| FANUC 160                                                                |                        |                       |
| FANUC 180                                                                |                        |                       |